# معالجة الفواتير
تنطوي معالجة الفواتير، على معالجة الفواتير الواردة منذ وصولها إلى تسديدها. توجد عدّة أنواع واختلافات للفواتير. تُصنّف بشكل عام إلى نوعين:
1. الفواتير المرتبطة بطلب شركة داخلي أو طلب شراء (الفواتير المُستندة إلى طلب شراء).
2. الفواتير غير المرتبطة بطلب (الفواتير غير المُستندة إلى طلب شراء).

لدى مُعظم المؤسسات تعليمات واضحة تتعلق بالطريقة التي يجب أن تُعالج بها الفواتير الواردة.
من الشائع وجود طريقة تعامل لمعالجة الفواتير المُستندة إلى طلب الشراء وطريقة أخرى للتعامل مع الفواتير غير المُستندة إلى طلب شراء. لدى بعض الشركات متطلبات خاصّة تعتمد على نوع المعاملة أو قيمتها بالدولار.
عموماً، يُعالج كلا نوعي الفواتير في قسم الحسابات المُستحقّة للدفع. تُعرف العمليّة التي يتم التحقّق فيها من فاتورة المورّد ودفعها بدورة الشراء والتسديد.

## العملية النموذجية
تبدأ العمليّة عادةً عند استلام فاتورة المورّد. يمكن إرسال الفواتير عبر البريد الإلكتروني أو البريد العادي أو الفاكس أو نظام تبادل البيانات الإلكتروني. حالما تصل الفاتورة يجب على موظف الحسابات المٌستحقّة للدفع أن يتأكد أن المُستند فاتورة بالفعل. ثم يُصنّف الموظّف الفواتير ويُرتبها في فئات مُختلفة (مثال: حسب البائع أو نوع المُعاملة أو القسم). يكون تعريف فئات الفواتير عادةً خاصًا بكل شركة على حدة.
بمجرّد أن تُصنّف الفاتورة يُعاد إرسالها إلى مُعالج الحسابات المُستحقّة المسؤول عن الفاتورة المُحدّدة. عادةً يكون هو الشخص نفسه الذي تلقّى الطّلب. عند وجود طلب شراء أُنشِئ أثناء عملية الشراء يجب أن تُطابق الفاتورة مع طلب الشراء للتأكد أنّ المبلغ المدفوع وُضِع بشكل صحيح في الفاتورة. «يُساعد ذلك في الحماية ضد الاحتيال والمُعاملات غير المُصرّح بها».
إذا وصلت السّلع وكان المبلغ صحيحاً يجب على الشّخص المسؤول أن يوافق على الفاتورة من خلال التوقيع عليها. إذا تجاوز مبلغ الفاتورة مبلغاً مُعيّناً مُحدّدًا من قبل المؤسّسة، قد يتعيّن على مدير هذا الشّخص أن يوافق على الفاتورة أيضاً.
بمجرّد الموافقة على الفاتورة والتأكّد من عدم وجود فروق، تُدخل الفاتورة إلى النظام المُحاسبي. ومن هناك يمكن إنشاء إيصال وإنهاء التسديد.
قد تتجاوز معالجة الفاتورة يدوياً 15 خطوة أحياناً قبل أن تُرسل بشكل نهائي.

## العملية الآلية
مكّنت التكنولوجيا منذ فترة طويلة أتمتة معالجة الفاتورة، من الوصول إلى الإرسال. يعني ذلك أنه عند وصول الفاتورة، سيحتاج موظّف الحسابات المُستحقة فقط إلى إجراء مسح ضوئي للفاتورة لتدخل في برنامج الأتمتة. يُحوّل برنامج الأتمتة بعدها صورة الفاتورة الممسوحة ضوئياً إلى مُستند يمكن البحث فيه عن نص. يمكن أيضاً تعريف الحقول المختلفة للفاتورة داخل البرنامج كي يعرف ما الحقول التي يجب أن يأخذها ويُسجلها داخل أنظمة تخطيط موارد المؤسسة، على سبيل المثال، مبلغ الشّراء والكميّة واسم المورّد ورمز المورّد وهكذا. فوائد مُخطّط سير المعالجة الآلية قد تتضمّن تقليل الأخطاء البشرية، ووجود التقارير عند الطلب، وثبات البيانات. تُربط معظم برامج الأتمتة اليوم مع أنظمة تخطيط موارد مؤسسة تنظيمية مُشتركة مثل أنظمة ساب ومايكروسوفت وأوراكل.
في العمليّة الآلية، بمجرّد استخراج البيانات أو أخذها من الفاتورة، تُرسل إلى النظام لمطابقتها مع طلب الشّراء. تقارن عملية المُطابقة هذه بيانات الفاتورة مع البيانات الظّاهرة على طلب الشّراء، أو يمكن توسيعها لتتضمّن مستوى أعمق لما يبدو في المُستندات المُستلمة. يمكن تنظيم خطوات سير العمل بحيث يتلقّى الشّخص المسؤول تنبيهاً عبر البريد الإلكتروني، ليتمكّن أو تتمكّن من الموافقة على الفاتورة. إذا كان هناك أشخاص آخرين ضمن مُخطّط سير الموافقة، تُرسل تنبيهات لهم أيضاً عبر البريد الإلكتروني بصورة آلية. مخطّط السير النموذجي مكوّن من عملية بأربع خطوات تبدأ من 1. استيراد الصوّر عبر المسح الضوئي أو الإيميل، 2. تحديد البائع ووحدة العمل المُرتبطة بالفاتورة، 3. استخراج البيانات، 4. تصدير البيانات والصور المُستخرجة.

## برامج الأتمتة
أتمتة الحسابات المُستحقّة للدفع هي طريقة تعتمد على التكنولوجيا في معالجة الفاتورة. وفقاً لمجلّة «دوكيومنت إيميجينغ ريبورت» العدد رقم 8-17-07، يوجد نحو 3757 تطبيق لمعالجة الفواتير حول العالم.
تمكّن أنظمة التعليم أو طرق تحصيل البيانات الذكية (IDC) المستخدم النهائي من استخراج المحتويات من الفواتير بدون تعليم النظام على تصميم الفاتورة. بعض المُحرّكات الذكية قادرة على فرز العلامات بسرعة وتحديد موقع حقول البيانات مثل رقم الفاتورة ورقم طلب الشراء، بالإضافة إلى معلومات السطر واستخراج المحتويات المطلوبة من حقول البيانات هذه. لا تتطلّب الحلول الذكية ترميز قوالب نماذج التصميم. بدلاً من ذلك، يتعلّم النظام من خلال مراجعة عدد صغير نسبياً من عيّنات الفواتير. يساعد ذلك النظام على توسيع النطاق إلى عدد أكبر من الفواتير وتصاميم مستندات متنوعة دون مطالبة مُشغّل بشري بتحديد قالب لكل منها أو إنشاء مكتبة شاملة للكلمات المفتاحية وتنظيمها بشكل واضح.
برزت برامج أتمتة معالجة الفواتير، ووصفتها إحدى الشركات الاستشارية «بالابتكار المُزعزِع» إذ سبّب هذا الابتكار التكنولوجي الجديد طلباً على مجموعة كاملة من المنتجات البرمجية التي لم تكن موجودة سابقاً.
نتج عن برامج معالجة الفواتير توفير هائل في العمالة إلى الحد الذي بدأت فيه العديد من الشركات باعتبارها جزءاً أساسياً من تقنياتها مثل برامج مُعالجة النصوص.
تتضمّن الفوائد الأخرى لأتمتة الحسابات المُستحقّة للدفع:
- تقليص دورة الشراء للشركة بنسبة 80 في المئة.
- تقليص أخطاء تسديد الفواتير المتكررة وإدخال الفواتير.
- القدرة على وضع رموز جي إل للفواتير بدون التواصل المباشر مع منصّة الشركة المحاسبية.

## إدارة عملية معالجة الفواتير الشاملة
تبدأ الطريقة النموذجية لعمليات إدارة الفواتير منذ وصول فاتورة مورّد ما. وفقاً لمخطط العملية، يجب تحديد الفاتورة وتصنيفها وحفظها ومطابقتها مع طلب شراء بواسطة الشخص المسؤول عن الطلب. تُنقل الفاتورة بعد هذه الخطوات إلى القسم المالي ويُدفع المبلغ. مُشكلة هذه العملية هي الافتقار إلى إدارة شاملة للتكاليف، والتي يجب أن تتضمن تحقيق النقاط التالية وضبطها:
1-    هل كان الشخص الذي طلب المادّة مؤهلاً لتقديم الطلب؟
2-    هل تمّت الموافقة على طلب الشراء من قبل شخص مسؤول؟
3-    هل يمكن ربط طلب الشراء أو الفاتورة مع مورّد موجود؟
بالتالي يجب أن تتضمّن عمليات إدارة الفواتير الشاملة التحقّق من النقاط المذكورة أعلاه من أجل ضمان عدم تمكّن المورّدين المزيفين من إصدار فاتورة وأخذ الأموال. حدث ذلك مع عمالقة التكنولوجيا، والخطر حقيقي ولا يجب تجاهُلُهُ.